# Covas (Vila Verde)
Covas é uma povoação portuguesa do Município de Vila Verde que foi sede da Freguesia de Covas, freguesia que tinha 3,49 km² de área e 396 habitantes (2011), e, por isso, uma densidade populacional de 113,5 hab/km².
A Freguesia de Covas foi extinta (agregada) em 2013, no âmbito de uma reforma administrativa nacional, para, em conjunto com as Freguesias de Atães, Penascais, Valões e Codeceda formar uma nova freguesia denominada União das Freguesias do Vade.

## População
| População da freguesia de Covas | População da freguesia de Covas | População da freguesia de Covas | População da freguesia de Covas | População da freguesia de Covas | População da freguesia de Covas | População da freguesia de Covas | População da freguesia de Covas | População da freguesia de Covas | População da freguesia de Covas | População da freguesia de Covas | População da freguesia de Covas | População da freguesia de Covas | População da freguesia de Covas | População da freguesia de Covas |
| ------------------------------- | ------------------------------- | ------------------------------- | ------------------------------- | ------------------------------- | ------------------------------- | ------------------------------- | ------------------------------- | ------------------------------- | ------------------------------- | ------------------------------- | ------------------------------- | ------------------------------- | ------------------------------- | ------------------------------- |
| 1864                            | 1878                            | 1890                            | 1900                            | 1911                            | 1920                            | 1930                            | 1940                            | 1950                            | 1960                            | 1970                            | 1981                            | 1991                            | 2001                            | 2011                            |
| 561                             | 609                             | 560                             | 619                             | 573                             | 536                             | 599                             | 633                             | 650                             | 640                             | 657                             | 626                             | 611                             | 503                             | 396                             |

## História
Integrou o concelho de Aboim da Nóbrega até 31 de dezembro de 1853, data em que passou para o concelho de Ponte da Barca. Em 24 de outubro de 1855, passou para o concelho de Vila Verde.